# Buenaventura Íñiguez
Buenaventura Íñiguez Tellechea (Sangüesa (Navarra), 14 de julio de 1840 - Sevilla, 1902) fue un compositor, organista y sacerdote español que desempeñó el cargo de organista de la Catedral de Sevilla entre 1865 y 1902.

## Biografía
Inició sus estudios musicales es su ciudad natal, ampliándolos en el seminario de Tudela (Navarra) y Pamplona donde fue discípulo de Damián Sanz, organista de la catedral. Obtuvo el puesto de segundo organista en la Catedral de Jaén y más tarde fue profesor de música en el seminario de Jaca (Huesca). Tras ordenarse sacerdote, estudió órgano, armonía y composición en el conservatorio de Madrid, donde fue alumno predilecto de Hilarión Eslava. Opositó al cargo de primer organista en la Catedral de Sevilla, obteniendo la plaza en 1865 y ejerciéndola hasta su fallecimiento en 1902.

## Obra
Escribió obras corales con órgano y orquesta, piezas para órgano solo u otros instrumentos como el piano, muchas de ellas destinadas al Convento de Santa Inés (Sevilla), también piezas no religiosas:
- Ecce Panis: motete al Santísimo, coro de niños con acompañamiento de órgano.
- Motete al Santísimo : O sacrum convivium : a solo de bajo con acompañamiento de órgano.
- Ave Maria : motete á solo con acompañamiento de órgano .
- Salve a 3 y 6 voces con acompañamiento de orquesta.
- Coplas a Nuestra Señora de la Soledad.
- Introducción, pastoral y fuga en re menor.
- Copla Al Señor de la Pasión.
- Te Deum a cuatro voces con órgano y orquesta.
- Tres ofertorios con Plegarias y Adoración para voz y órgano.
- Malagueñas jaleadas.

## Publicaciones
- Método completo de canto llano, Madrid, 1871,
- Método para el estudio del órgano, 1872.
- El Misal y Breviario del organista (6 tomos), Madrid, 1882.